# Lotse
Lotse (8516 m) je četrta najvišja gora na svetu in je povezan z Mount Everestom preko Južnega sedla (7986 m). Poleg glavnega vrha sta še Srednji Lotse na 8414 m in Lotse Shar na 8383 m. Glavni vrh leži na meji med Kitajsko in Nepalom. Ime izhaja iz tibetanščine in pomeni "Južni vrh" (tj. Mount Everesta). 